# ميتالوم
في الكيمياء الحيوية، الفلزات هي توزيع أيونات المعادن في حجرة خلوية. تمت صياغة المصطلح بالتشابه مع البروتينات حيث علم المعادن هو دراسة المعادن: «التحليل الشامل لكامل أنواع المعادن والفلزات داخل الخلية أو نوع الأنسجة». لذلك، يمكن اعتبار علم المعادن فرعًا من المستقلبات، [بحاجة لمصدر] على الرغم من أن المعادن لا تعتبر عادة كمستقلبات.
تعريف بديل لـ «الفلزات» مثل البروتينات المعدنية أو أي جزيئات حيوية أخرى تحتوي على معادن، و«علم المعادن» كدراسة لهذه الجزيئات الحيوية.

## ميتالوينينتراكتوم
في دراسة الفلزات، يشكل الترنسكربيتوم والبروتيوم والمستقلب الميتالوم بأكمله. يتم إجراء دراسة للمعادن للوصول إلى ميتالوينينتراكتوم.

## الترانسكريبتوم المعدني
يمكن تعريف النسخ المعدني على أنه خريطة النسخة الكاملة في وجود تركيزات ذات صلة بيولوجيًا أو بيئيًا لمعدن أساسي أو سام، على التوالي. يشكل ميتالوينينتراكتوم مجموعة كاملة من المستقلبات الصغيرة في الخلية في أي وقت. يؤدي هذا إلى ظهور كامل التفاعل المعدني ومعرفة هذا أمر مهم في علم المعادن المقارن الذي يتعامل مع السمية واكتشاف الأدوية.